# Обыкновенные креветки
Обыкновенные креветки, или гиполитиды (лат. Hippolytidae) — семейство морских креветок.

## Описание
Креветки с пластинчатым или шиловидным рострумом.

## Систематика
В семейство включают от 20 до 37 родов. На основании анализа морфологических и генетических признаков из состава этого семейства были выделены в качестве самостоятельных четыре семейства Lysmatidae, Thoridae, Bythocarididae и Merguiidae.
- Alope White, 1847
- Caridion Goës, 1864
- Chorismus Spence Bate, 1888
- Eumanningia Crosnier, 2000
- Gelastocaris Kemp, 1914
- Gelastreutes AJ Bruce, 1990
- Hippolyte Leach, 1814
- Latreutes Stimpson, 1860
- Leontocaris Stebbing, 1905
- Merhippolyte Spence Bate, 1888
- Nauticaris Spence Bate, 1888
- Phycocaris Kemp, 1916
- Saron Thallwitz, 1891
- Thorella Bruce, 1982
- Tozeuma Stimpson, 1860
- Trachycaris Calman, 1906

## Распространение
Широко распространены в Мировом океане. Наибольшее видовое разнообразие отмечено в умеренной зоне Тихого и Атлантического океанов.